# 孙家镇
孙家镇，是中华人民共和国重庆市万州区下辖的一个乡镇级行政单位。

## 行政区划
孙家镇下辖以下地区：
飞龙桥社区、田弯村、兰草村、快乐村、天宝村、大河村、槐花村和兴发村。